# Хусейн ибн Мухаммад ибн Абд аль-Ваххаб
Хусе́йн ибн Муха́ммад ибн Абд аль-Вахха́б (араб. حسين ابن محمد ابن عبد الوهاب‎; умер в 1809/1224 год хиджры, месяц Раби аль-ахир) — исламский богослов из рода Аль Шейх, во время правления Абд аль-Азиза ибн Мухаммада ибн Сауда был кадием Эд-Диръии и имамом Диръийской соборной мечети (сейчас находится в районе ат-Тариф). Один из шести сыновей Мухаммада ибн Абд аль-Ваххаба.
Шариатским наукам Хусейн ибн Мухаммад обучался у своего отца — Мухаммада ибн Абд аль-Ваххаба. Преподавал различные дисциплины множеству улемов того времени (например, Ахмаду аль-Вухайби), в том числе двум своим сыновьям — Али и Абдуррахаману.
У Хусейна ибн Мухаммада было пятеро сыновей:
- Али
- Абдуррахма́н
- Хамд
- Абду́ль-Ма́лик
- Ха́сан (кади Эр-Рияда во время правления Турки ибн Абдуллаха[1])